# Руднев, Владимир Сергеевич
Владимир Сергеевич Руднев (23 января 1927, Москва — 25 мая 2004, Москва) — советский футболист и судья. Полузащитник.

## Биография
Воспитанник юношеской команды «Спартак» (Москва). За свою карьеру выступал в московских командах «Трудовые резервы», «Спартак», ВВС, а также в «Динамо» (Ленинград) и «Спартаке» (Калинин).
Играл за хоккейный «Спартак» в сезонах 1949/50 — 1950/51.
После завершения карьеры игрока судил матчи с 1960. Судья всесоюзной категории с 26 февраля 1968 года. В высшей лиге провел 107 матчей (1967—1977). Награждён памятной золотой медалью за судейство более 100 матчей. В 1970—1976 7 раз входил в списки лучших арбитров сезона. Провел около 20 международных матчей, включая чемпионаты мира, Европы, Олимпийские игры, еврокубки. Арбитр ФИФА (1974).
Сын судьи Сергея Руднева (1905—1990).

## Достижения
- Судья всесоюзной категории (с 1968)
- Судья международной категории (с 1974)
- В списках лучших судей сезона 6 раз: 1970, 1972, 1973, 1974, 1975, 1976.
- Награждён памятной золотой медалью за судейство более 100 матчей в чемпионатах СССР (107 матчей)